# Apt Pupil (película)
Apt Pupil (titulada: Verano de corrupción en España y El aprendiz en Hispanoamérica) es una película estadounidense de 1998 dirigida por Bryan Singer y basada en la novela Alumno aventajado (Apt Pupil) de Stephen King. Aunque a veces se cataloga como película de terror, lo cierto es que no tiene los ingredientes necesarios para considerarse como tal, si bien se acepta que es un film de terror psicológico, debido al clima creado entre los dos personajes protagonistas y el ambiente creado por los recuerdos de uno de ellos y la fuerte personalidad de ambos, que encierran algo maligno.

## Argumento
Todd Bowden (Brad Renfro) es un alumno adolescente fascinado por el mundo del nacionalsocialismo y el tema del Holocausto judío, que descubre que un vecino suyo, Arthur Denken (Ian McKellen), fue miembro de las SS y cometió crímenes de guerra con esta organización durante la Segunda Guerra Mundial. Todd chantajea a Arthur con desvelar su identidad y le obliga a contarle todas sus vivencias y recuerdos de aquella época oscura de su vida, sin ahorrar ningún detalle morboso. Pronto se va creando un vínculo de dependencia entre ambos que les va corrompiendo y les hace sacar su parte más oscura y perversa.

## Controversia
La película despertó polémica entre los sectores más conservadores por mostrar en algunos momentos aspectos homosexuales e incluso promiscuos (como la escena de las duchas), lo que además está marcado por el hecho de que su protagonista Sir Ian McKellen es activista gay, al igual que el director Bryan Singer quien, además, es judío.

## Cortina musical
El disco (y la película) terminan con dos temas: el primero es el de los créditos finales ("End Credits"), donde Ottman retoma el vals macabro; el otro es la clásica canción alemana "Das ist Berlin", cuya inclusión es del todo lógica atendiendo al tema de la película.